# Charles Burlingame
Charles Frank "Chic" Burlingame III (Saint Paul, 12 de septiembre de 1949 - Condado de Arlington, 11 de septiembre de 2001) fue el piloto del Vuelo 77 de American Airlines, el avión que fue estrellado por 5 terroristas de Al Qaeda en El Pentágono durante los Atentados del 11 de septiembre de 2001.
Burlingame nació en Saint Paul (Minnesota) y cambiaba de lugar de residencia frecuentemente, ya que su padre era miembro de la Fuerza Aérea de los Estados Unidos. Pasó gran parte de su infancia en California y en Inglaterra. Burlingame se graduó en el Anaheim High School en California.
Charles Burlingame se graduó en la Academia Naval de los Estados Unidos en 1971. En la armada, pilotó cazas McDonnell Douglas F-4 Phantom II, alcanzando el rango de Capitán. En 1979, Burlingame dejó la armada y se unió a American Airlines, aunque permaneció en la reserva de la armada. Era graduado de honor de la Escuela de Armas de Luchadores de la Armada de los Estados Unidos. Burlingame se ofreció para ser piloto de cazas de nuevo durante la Guerra del Golfo. Burlingame también trabajó durante algún tiempo en El Pentágono, mientras se encontraba en la reserva de la armada.
Burlingame dejó de ser capitán de la reserva de la armada en 1996 y trabajó para American Airlines. Burlingame estaba casado con una auxiliar de vuelo de American Airlines, Sheri Burlingame. Vivían en Oak Hill, Virginia.

## Muerte

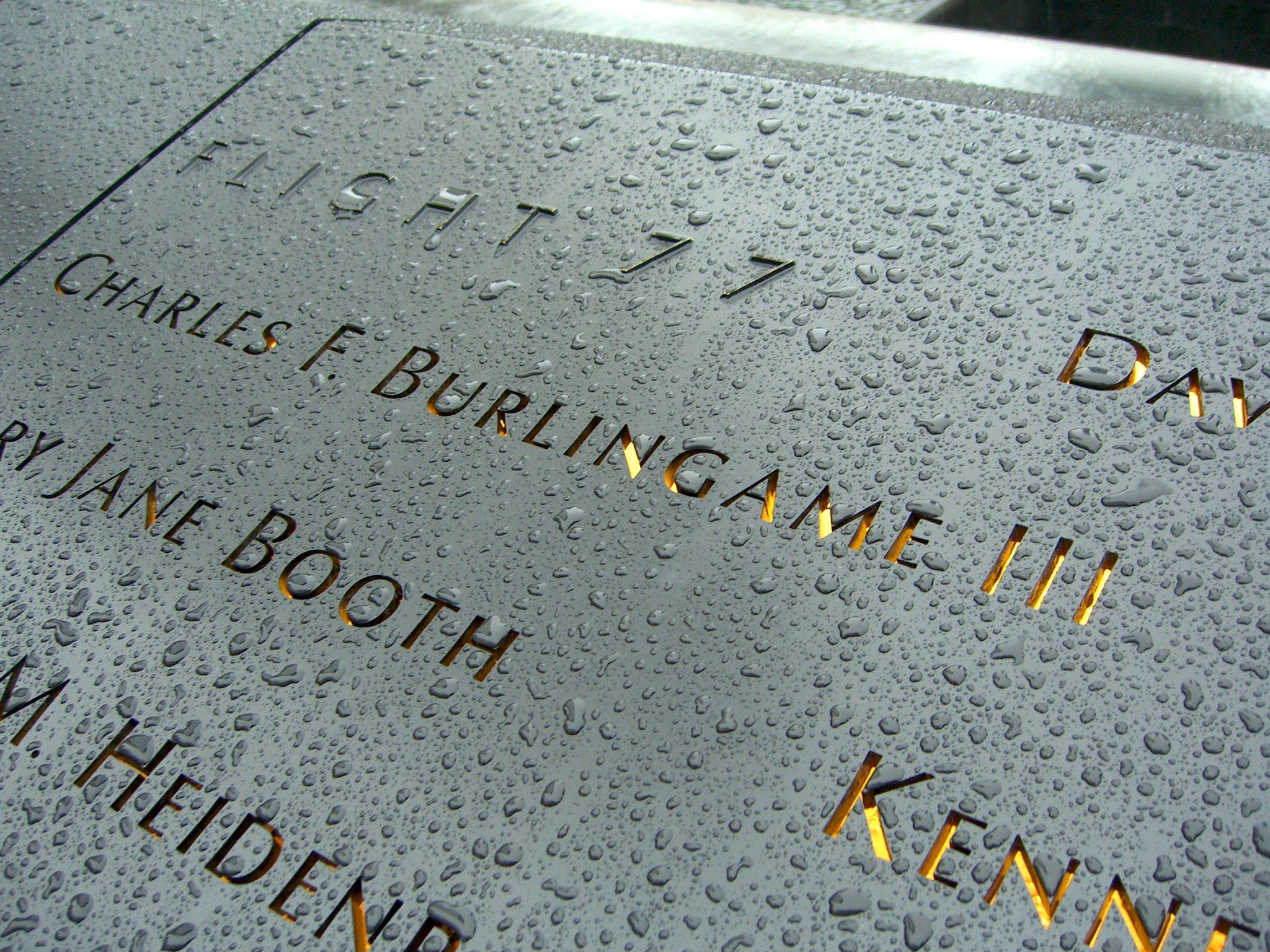
El nombre de Burlingame en el panel S-69 de la piscina sur en el National September 11 Memorial & Museum, junto con el de los pasajeros y personal del Vuelo 77 de American Airlines.

Burlingame era el piloto del Vuelo 77 de American Airlines, junto con el copiloto David Charlebois, antes de que fuera secuestrado y estrellado contra El Pentágono. Habría cumplido 52 años al día siguiente, el 12 de septiembre de 2001.
Burlingame fue enterrado en el Cementerio Nacional de Arlington. Inicialmente no podía ser enterrado allí, debido a su condición de reservista fallecido con una edad menor de 60 años, pero finalmente Burlingame fue enterrado en el cementerio de Arlington y su caso provocó la reforma de los criterios de entierro en el cementerio.
En el National September 11 Memorial & Museum, el nombre de Burlingame se encuentra en la piscina sur, en el panel S-69.